# Croignon
Croignon település Franciaországban, Gironde megyében. Lakosainak száma 733 fő (2022. január 1.). Croignon Saint-Germain-du-Puch, Cursan, Baron, Camarsac és Le Pout községekkel határos.

## Népesség
A település népességének változása:
| Lakosok száma | 226  | 288  | 349  | 449  | 541  | 602  | 642  | 691  | 715  | 733  |
|               | 1968 | 1982 | 1990 | 2006 | 2013 | 2015 | 2017 | 2019 | 2020 | 2022 |